# 岩蕨科
岩蕨科（学名：Woodsiaceae）为真蕨目下的一个科。旱生，中小型草本。
3-4属，50多种，主要分布于北半球温带及寒带，少数分布至南美洲，南非洲有1种。中国产3属，主产我国北部，向南分布至南岭山脉以北及喜马拉雅山区。

## 下级分类
- 滇蕨属 Cheilanthopsis Hieron.
- 膀胱蕨属 Protowoodsia Ching
- 岩蕨属 Woodsia R. Br.